# 美穂圭子
美穂 圭子（みほ けいこ、9月22日 - ）は、宝塚歌劇団専科に所属する女役。
大阪府茨木市、府立福井高等学校出身。身長163cm。愛称は「けいこ」。

## 来歴
1987年、宝塚音楽学校入学。
1989年、音楽学校卒業後、宝塚歌劇団に75期生として入団。入団時の成績は3番。星組公演「春の踊り／ディガ・ディガ・ドゥ」で初舞台。
1990年、組まわりを経て雪組に配属。
雪組時代は歌唱力を武器に、たびたびエトワールを務めるなど、歌手として多く起用される。
2008年3月31日付で専科へと異動。専科異動後は、芝居はもとよりショーにも多く出演。深く豊かな歌声で客席を魅了するディーバとして、各組に特別出演を続けている。
2019年、宝塚入団30周年を迎え、自身初となるサロンコンサート「Dramatic Rose!!」を開催。

## 主な舞台

### 初舞台
- 1989年3 - 5月、星組『春の踊り』『ディガ・ディガ・ドゥ』（宝塚大劇場のみ）[2]

### 組まわり
- 1989年11 - 12月、月組『天使の微笑・悪魔の涙』『レッド・ホット・ラブ』（宝塚大劇場のみ）

### 雪組時代
- 1990年4月、『天守に花匂い立つ』『ブライト・ディライト・タイム』（東京宝塚劇場のみ）
- 1990年6 - 11月、『黄昏色のハーフムーン』『パラダイス・トロピカーナ』
- 1991年2 - 3月、『花幻抄』『恋さわぎ』『スイート・タイフーン』（宝塚大劇場）
- 1991年4 - 5月、『微笑みの国』（バウホール）
- 1991年6月、『花幻抄』『恋さわぎ』『スイート・タイフーン』（東京宝塚劇場）
- 1991年8 - 9月、『華麗なるギャツビー』『ラバーズ・コンチェルト』（宝塚大劇場）
- 1991年10 - 11月、『スポットライト・マジック』（バウホール）
- 1991年12月、『華麗なるギャツビー』『ラバーズ・コンチェルト』（東京宝塚劇場）
- 1992年2月、『華麗なるギャツビー』『ラバーズ・コンチェルト』（中日劇場）
- 1992年3 - 5月、『この恋は雲の涯まで』（宝塚大劇場） - 新人公演：チャレンカ（本役：小乙女幸）
- 1992年5 - 6月、『微笑みの国』（ゆうぽうと簡易保険ホール・愛知厚生年金会館）
- 1992年7月、『この恋は雲の涯まで』（東京宝塚劇場） - 新人公演：チャレンカ（本役：小乙女幸）
- 1992年8 - 9月、『ヴァレンチノ』（バウホール）
- 1992年10 - 11月、『忠臣蔵』（宝塚大劇場）
- 1992年12月、『ジャンプ・フォー・ジョイ』（ドラマシティ）
- 1993年1 - 2月、『ヴァレンチノ』（日本青年館・中日劇場）
- 1993年3月、『忠臣蔵』（東京宝塚劇場）
- 1993年5 - 8月、『天国と地獄』『TAKE OFF』
- 1993年10 - 12月、『ブルボンの封印』『コート・ダジュール』（宝塚大劇場）
- 1994年1月、『ライト&シャドウ』（ドラマシティ） - クララ
- 1994年3月、『ブルボンの封印』『コート・ダジュール』（東京宝塚劇場）
- 1994年7月、ロンドン公演『花扇抄（美しき日本）』『扉のこちら』『ミリオン・ドリームズ』（コロシアム劇場）[9]
- 1994年8月、花組・雪組『ライド・オン』（バウホール）
- 1994年9 - 10月、『風に吹かれて』（バウホール）
- 1994年11 - 1995年3月、『雪之丞変化』 - 新人公演：おりと（本役：小乙女幸）『サジタリウス』
- 1995年5 - 8月、『JFK』 - 新人公演：コレッタ（本役：朱未知留）『バロック千一夜』
- 1995年11 - 12月、『あかねさす紫の花』 - 新人公演：斉明天皇（本役：京三紗）『マ・ベル・エトワール』（宝塚大劇場のみ）
- 1996年2 - 3月、『エリザベート』（宝塚大劇場） - マダム・ヴォルフ[4][3]
- 1996年4 - 5月、『あかねさす紫の花』『マ・ベル・エトワール』（全国ツアー）
- 1996年6月、『エリザベート』（東京宝塚劇場） - マダム・ヴォルフ[4][3]
- 1996年8 - 12月、『虹のナターシャ』『La Jeunesse!』
- 1997年2月、『虹のナターシャ』『La Jeunesse!』（中日劇場）
- 1997年3 - 7月、『仮面のロマネスク』 - シャイヨー夫人／貴族の娘『ゴールデン・デイズ』
- 1997年9 - 11月、『真夜中のゴースト』 - バーナード『レ・シェルバン』（宝塚大劇場のみ）
- 1997年12 - 1998年2月、『春櫻賦』『LET'S JAZZ』（宝塚大劇場）
- 1998年2 - 3月、『ICARUS（イカロス）-追憶の薔薇を求めて-』（バウホール）
- 1998年4月、『春櫻賦』『LET'S JAZZ』（帝国劇場）
- 1998年5 - 6月、『風と共に去りぬ』（全国ツアー） - ミード夫人 エトワール
- 1998年8 - 9月、『浅茅が宿』『ラヴィール』（宝塚大劇場）
- 1998年10 - 11月、『凍てついた明日』（バウホール・日本青年館） - ブランチ・コールドウェル
- 1998年11 - 12月、『浅茅が宿』『ラヴィール』（1000days劇場）
- 1999年2月、『浅茅が宿』『ラヴィール』（中日劇場）
- 1999年4 - 8月、『再会』『ノバ・ボサ・ノバ』 - マダムガート
- 1999年9 - 10月、『SAY IT AGAIN』（バウホール）
- 1999年11 - 12月、『バッカスと呼ばれた男』『華麗なる千拍子'99』（宝塚大劇場）
- 2000年2 - 3月、『バッカスと呼ばれた男』『華麗なる千拍子』（1000days劇場）
- 2000年4 - 5月、『バッカスと呼ばれた男』『華麗なる千拍子』（全国ツアー）
- 2000年6 - 10月、『デパートメント・ストア』『凱旋門』 - 娼婦
- 2000年12月、『月夜歌聲（ツキヨノウタゴエ）-闇の中から光が生まれる-』（ドラマシティ・赤坂ACTシアター）
- 2001年2 - 6月、『猛（たけ）き黄金の国』 - 早乙女『パッサージュ』 エトワール[2]
- 2001年8月、『アンナ・カレーニナ』（バウホール・日本青年館） - ベッツィ・トヴェルスコイ公爵夫人
- 2001年10 - 2002年2月、『愛 燃える』 - 梅妃『Rose Garden』 エトワール[4]
- 2002年4月、専科・雪組『風と共に去りぬ』（日生劇場） - インディア
- 2002年5 - 9月、『追憶のバルセロナ』 - ルクレツィア『ON THE 5th』
- 2002年10 - 11月、『再会』 - フローレンス『華麗なる千拍子2002』（全国ツアー） エトワール
- 2003年1 - 5月、『春麗の淡き光に』 - 蘇芳『Joyful!!』
- 2003年6 - 7月、『春麗の淡き光に』 - 壬生内侍『Joyful!!』（全国ツアー）
- 2003年8 - 12月、『Romance de Paris』 - 将軍夫人ヤスミン『レ・コラージュ』
- 2004年4 - 7月、『スサノオ』 - アワジヒメ『タカラヅカ・グローリー!』[4]
- 2004年8 - 9月、『あの日みた夢に』（日本青年館・ドラマシティ） - エドナ
- 2004年11 - 2005年2月、『青い鳥を捜して』 - コン『タカラヅカ・ドリーム・キングダム』
- 2005年3 - 4月、『睡（ねむ）れる月』（ドラマシティ・日本青年館・福岡市民会館） - 日野宗子
- 2005年6 - 10月、『霧のミラノ』 - ジーナ『ワンダーランド』
- 2005年11 - 12月、『DAYTIME HUSTLER』（バウホール・日本青年館） - パトリシア
- 2006年2 - 5月、『ベルサイユのばら-オスカル編-』 - シモーヌ エトワール[2]
- 2006年7月、『ベルサイユのばら-オスカル編-』（全国ツアー） - マロングラッセ／シモーヌ
- 2006年9 - 12月、『堕天使の涙』 - オルタンス・グレフィル伯爵夫人『タランテラ!』
- 2007年2 - 3月、『ノン ノン シュガー!!』（バウホール） - マリア
- 2007年5 - 8月、『エリザベート』 - リヒテンシュタイン伯爵夫人
- 2007年10月、『シルバー・ローズ・クロニクル』（ドラマシティ・日本青年館） - パメラ・メイズ
- 2008年1 - 3月、『君を愛してる-Je t'aime-』- レイチェル『ミロワール』

### 専科時代
- 2008年9 - 12月、宙組『Paradise Prince（パラダイス プリンス）』 - ローズマリー・メンフィールド
- 2009年2 - 4月、星組『My dear New Orleans（マイ ディア ニュー オリンズ）』 - シスター・サラ『ア ビヤント』
- 2009年7 - 10月、雪組『ロシアン・ブルー』 - レベッカ・ウォード『RIO DE BRAVO!!（リオ デ ブラボー）』
- 2010年1月、花組『BUND／NEON 上海』（バウホール） - リュドミーラ・セミオノワ
- 2010年3月、宙組『Je Chante（ジュ シャント）-終わりなき喝采-』（バウホール） - ミスタンゲット
- 2010年6 - 9月、雪組『ロジェ』 - クリスティーヌ『ロック・オン!』
- 2010年10 - 11月、雪組『オネーギン Evgeny Onegin』（日本青年館・バウホール） - マリーヤ・オネーギナ
- 2011年1 - 2月、星組『メイちゃんの執事』（バウホール・日本青年館） - シスター・ローズ
- 2011年5 - 8月、宙組『美しき生涯』 - おね
- 2011年8 - 9月、星組『ランスロット』（バウホール） - ヴィヴィアン
- 2011年10 - 12月、宙組『NICE GUY!!』
- 2012年2月、宙組『仮面のロマネスク』 - ローズモンド夫人『Apasionado!!II』（中日劇場）
- 2012年6 - 9月、月組『ロミオとジュリエット』 - 乳母
- 2012年10 - 11月、月組『春の雪』（バウホール・日本青年館） - 蓼科
- 2013年3 - 6月、宙組『Amour de 99!!-99年の愛-』
- 2013年7 - 8月、宙組『うたかたの恋』 - エリザベート皇后『Amour de 99!!-99年の愛-』（全国ツアー）
- 2014年1 - 3月、星組『眠らない男・ナポレオン-愛と栄光の涯（はて）に-』 - レティツィア
- 2014年10月、雪組『伯爵令嬢』（日生劇場） - マドレーヌ・ド・ロンサール
- 2015年3 - 6月、花組『カリスタの海に抱かれて』 - アニータ・ロッカ『宝塚幻想曲（タカラヅカ ファンタジア）』
- 2015年7 - 8月、花組『ベルサイユのばら-フェルゼンとマリー・アントワネット編-』 - ジャルジェ夫人『宝塚幻想曲（タカラヅカ ファンタジア）』（梅田芸術劇場・台北国家戯劇院）
- 2016年1 - 3月、宙組『Shakespeare〜空に満つるは、尽きせぬ言の葉〜』 - エリザベス1世『HOT EYES!!』
- 2016年6 - 7月、雪組『ドン・ジュアン』（KAAT神奈川芸術劇場・ドラマシティ） - イザベル
- 2017年6 - 8月、花組『邪馬台国の風』 - 大巫女『Sante!!』
- 2018年6 - 9月、雪組『凱旋門』 - フランソワーズ
- 2019年1月、月組『Anna Karenina（アンナ・カレーニナ）』（バウホール） - ベッツィ・トヴェルスコイ公爵夫人
- 2020年7 - 11月、花組『はいからさんが通る』 - 伊集院伯爵夫人
- 2021年4 - 7月、花組『Cool Beast!!』
- 2021年8 - 9月、花組『哀しみのコルドバ』 - マルーカ『Cool Beast!!』（全国ツアー）
- 2022年4 - 7月、星組『めぐり会いは再び next generation-真夜中の依頼人（ミッドナイト・ガールフレンド）-』 - エメロード『Gran Cantante（グラン カンタンテ）!!』[8]
- 2022年7 - 8月、雪組『ODYSSEY（オデッセイ）-The Age of Discovery-』（梅田芸術劇場）[注釈 1][10]
- 2023年4 - 7月、雪組『Lilac（ライラック）の夢路』 - 夢人／アーシャ『ジュエル・ド・パリ!!』 - カゲソロ[11]
- 2023年8 - 9月、雪組『ジュエル・ド・パリ!!』（全国ツアー） - カゲソロ
- 2024年7 - 8月、花組『ドン・ジュアン』（御園座） - イザベル

## 出演イベント
- 1990年12月、一路真輝ディナーショー『夢・飛・行』
- 1991年9月、『レビュー記念日』
- 1991年10月、第32回『宝塚舞踊会』
- 1992年10月、第33回『宝塚舞踊会』
- 1993年7月、『'93宝塚パリ祭』
- 1993年10月、第34回『宝塚舞踊会』
- 1995年7・9 - 10月、轟悠ディナーショー『愛、そして…』
- 1995年12月、一路真輝ディナーショー『Love Songs』
- 1996年5月、一路真輝ディナーショー『Love Songs』
- 1997年6月、轟悠ディナーショー『L'hortensia de Juin』
- 1999年12月、『レビュー・スペシャル'99』
- 2000年1月、安蘭けいディナーショー『ラフ・タイム』
- 2000年11月、紫吹淳ライブコンサート『ALL ABOUT RIKA』
- 2001年4月、『雪組エンカレッジ・コンサート』
- 2002年1月、逸翁デー『タカラヅカ・ホームカミング』
- 2002年10月、『Switch（スウィッチ）』[4]
- 2002年10月、第43回『宝塚舞踊会』
- 2003年1月、『清く正しく美しく』
- 2003年1月、逸翁デー『タカラヅカ・ホームカミング』
- 2003年9月、『レビュー記念日』
- 2004年1月、『Doki・Doki・Night』[注釈 2][4]
- 2005年1月、逸翁デー『タカラヅカ・ホームカミング』
- 2005年12月、『花の道 夢の道 永遠の道』
- 2007年1月、『清く正しく美しく』
- 2008年6月、第2回『イゾラベッラ サロンコンサート』 主演
- 2008年10月、第49回『宝塚舞踊会』
- 2009年11月、第50回記念『宝塚舞踊会』
- 2014年4月、宝塚歌劇100周年 夢の祭典『時を奏でるスミレの花たち』
- 2015年10月、『SUPER GIFT! from Takarazuka stars』[注釈 2][3]
- 2016年12 - 2017年1月、『エリザベート TAKARAZUKA20周年 スペシャル・ガラ・コンサート』[注釈 2]
- 2017年10月、第54回『宝塚舞踊会』[12]
- 2018年5月、『凱旋門』前夜祭
- 2019年6月、『吉崎憲治&岡田敬二 ロマンチックコンサート』[注釈 2]
- 2019年9月、美穂圭子サロンコンサート『Dramatic Rose!!〜あなたがいたから〜』 主演[2]
- 2019年10月、第55回『宝塚舞踊会〜祝舞御代煌（いわいまうみよのきらめき）〜』[13]
- 2023年10 - 11月、『Greatest Dream』[注釈 2][14]
- 2024年11 - 12月、美穂 圭子 35th Anniversary Dinner＆Concert『Dear My Home -あなたに贈る物語-』

## 受賞歴
- 2016年、『阪急すみれ会パンジー賞』 - 助演賞[15]